# خنافس شبكية الجناح
خنافس شبكية الجناح أو فصيلة لايسيدي (الاسم العلمي: Lycidae)، هي فصيلة حشرات من رتبة غمديات الأجنحة وعالمية الانتشار.

## معرض صور

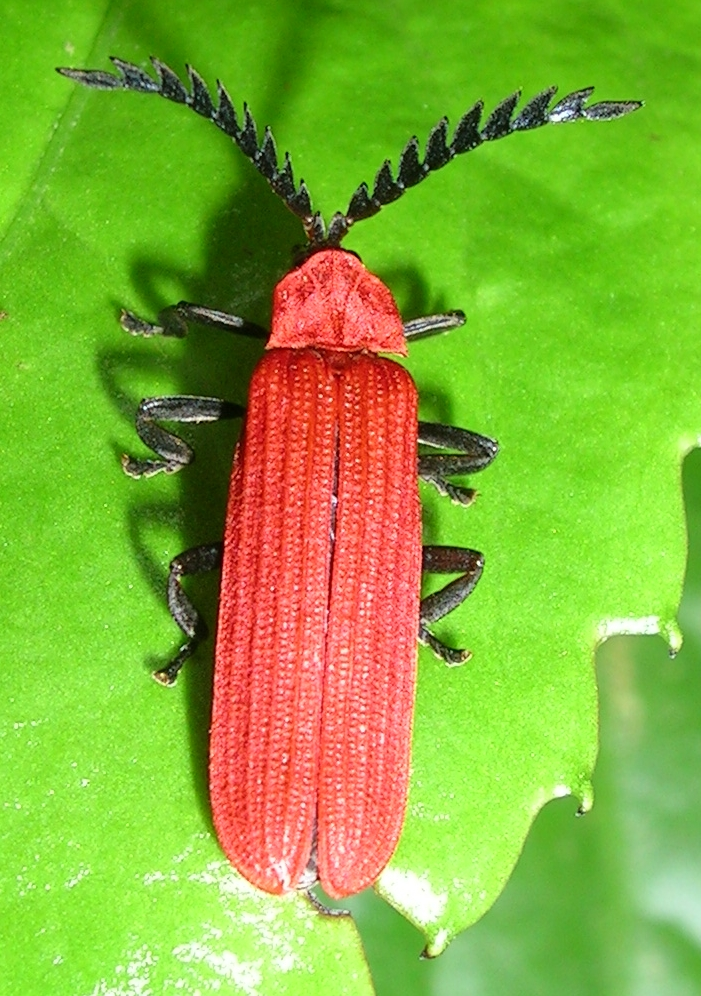
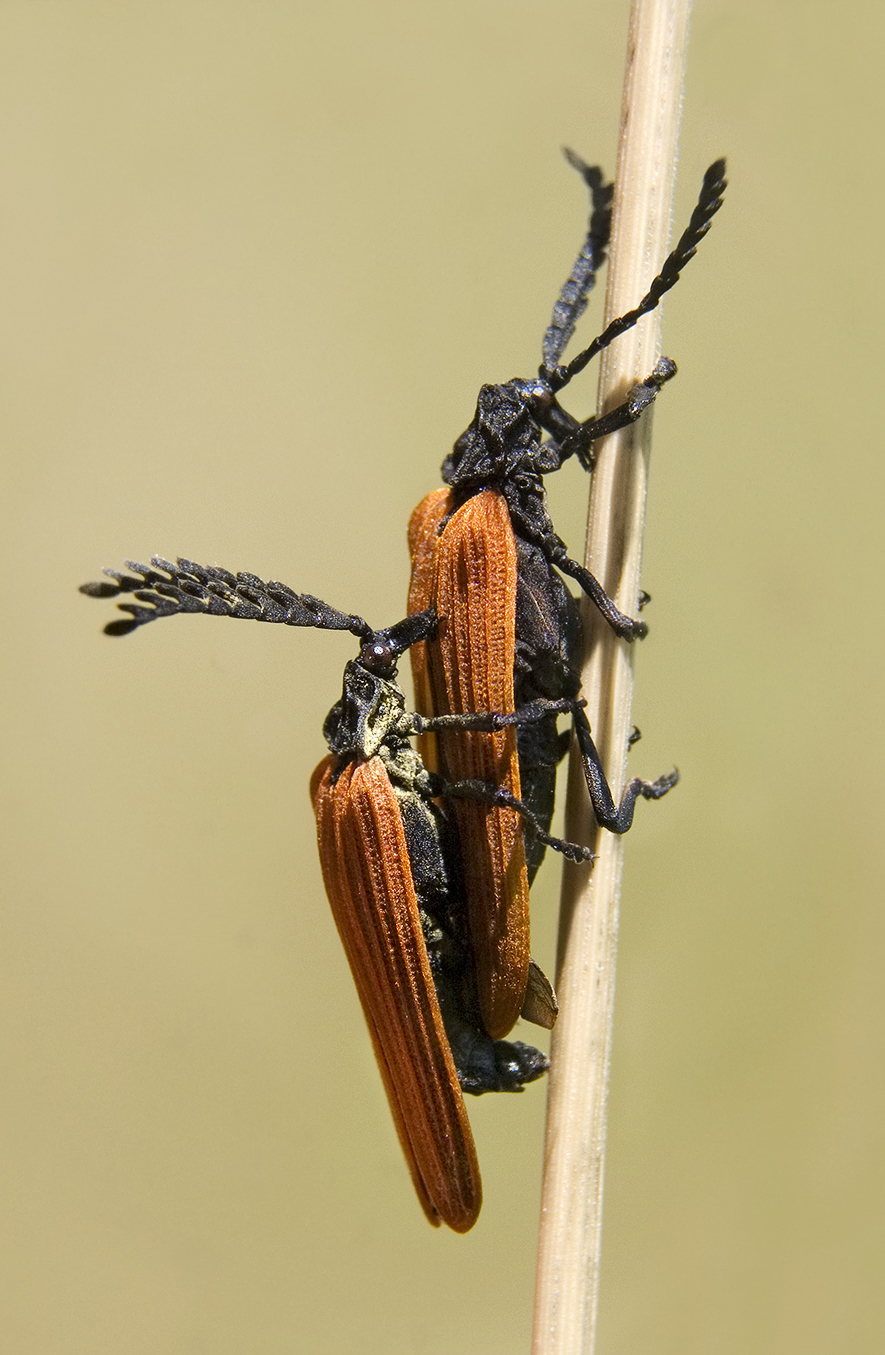
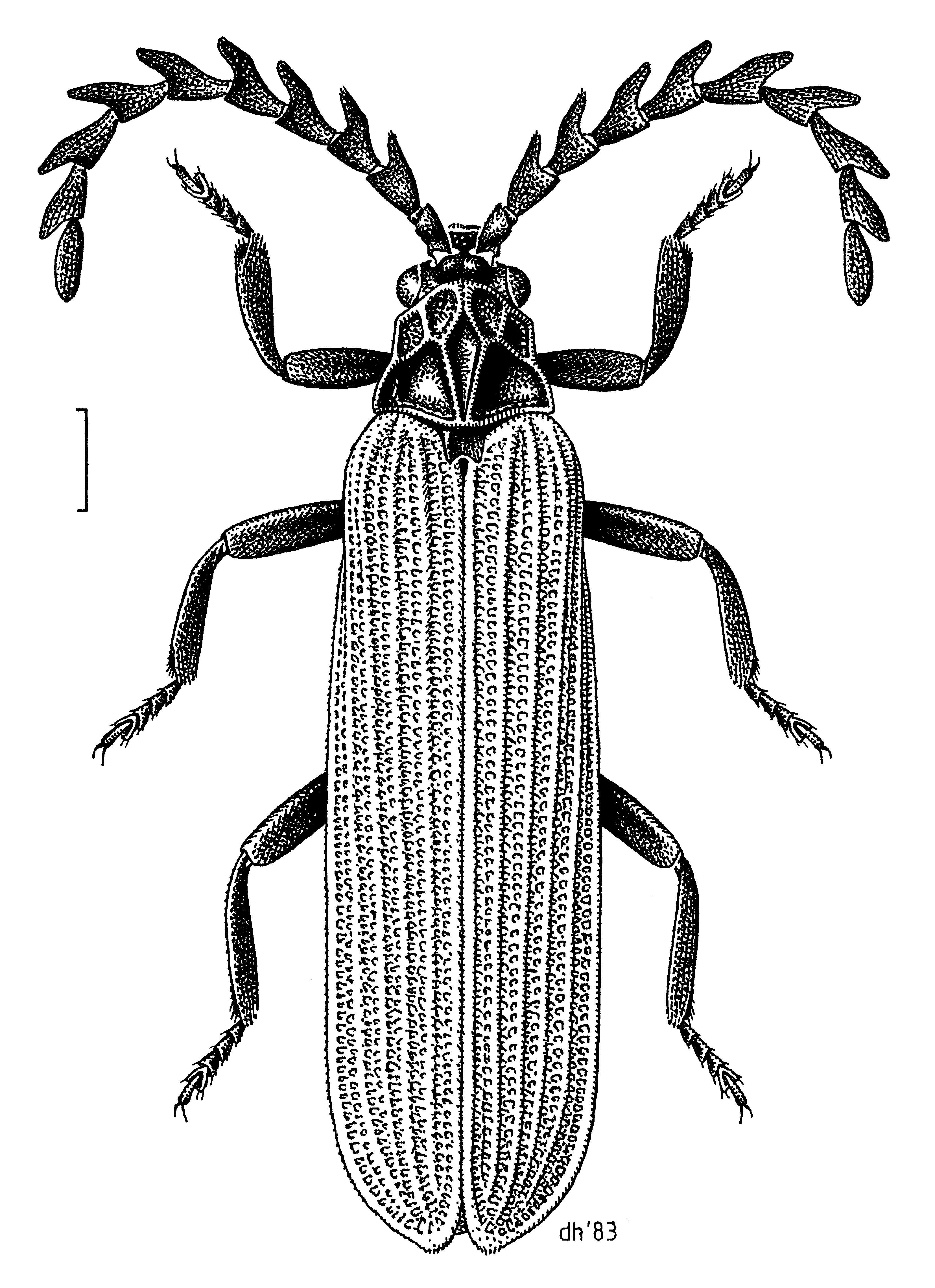
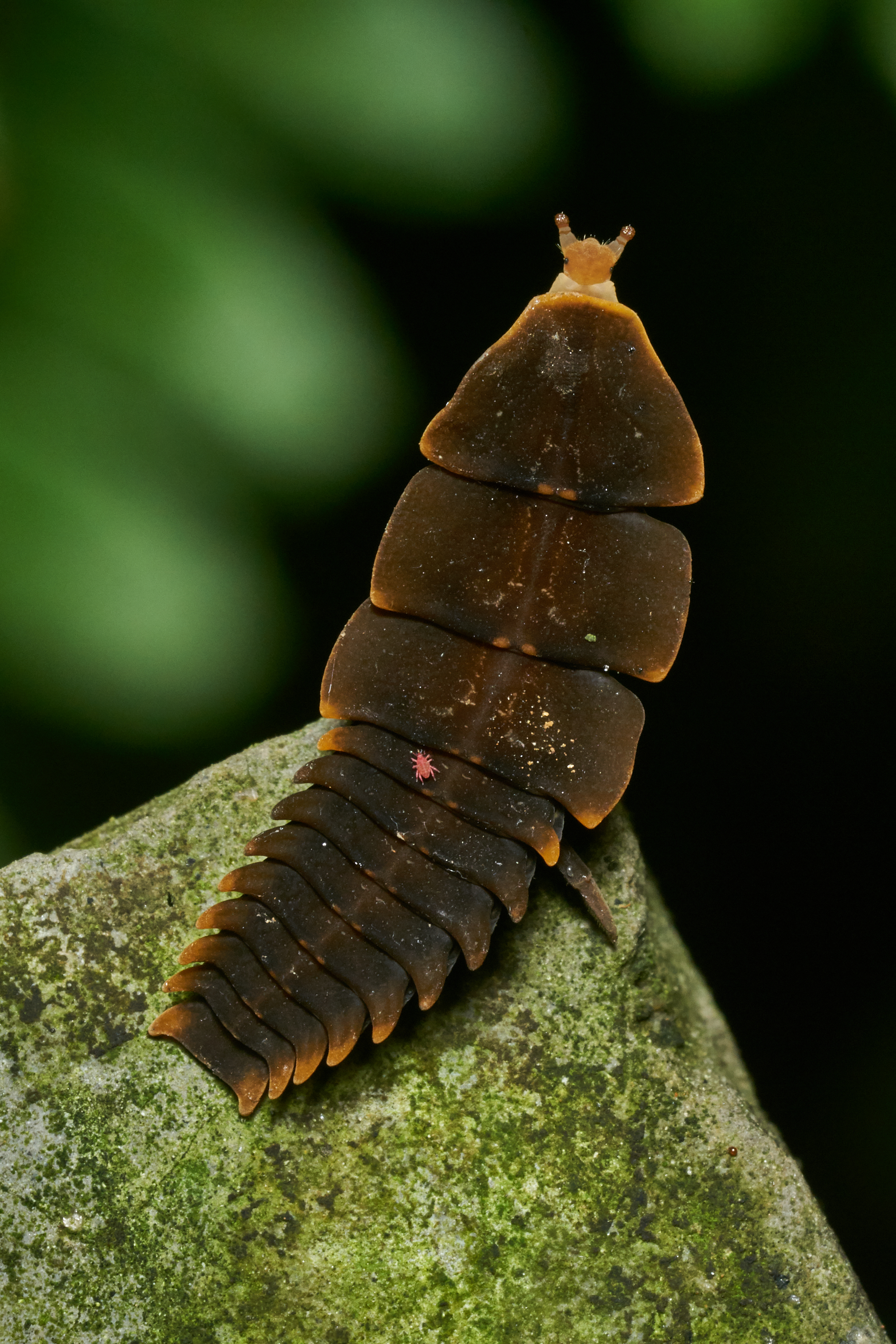
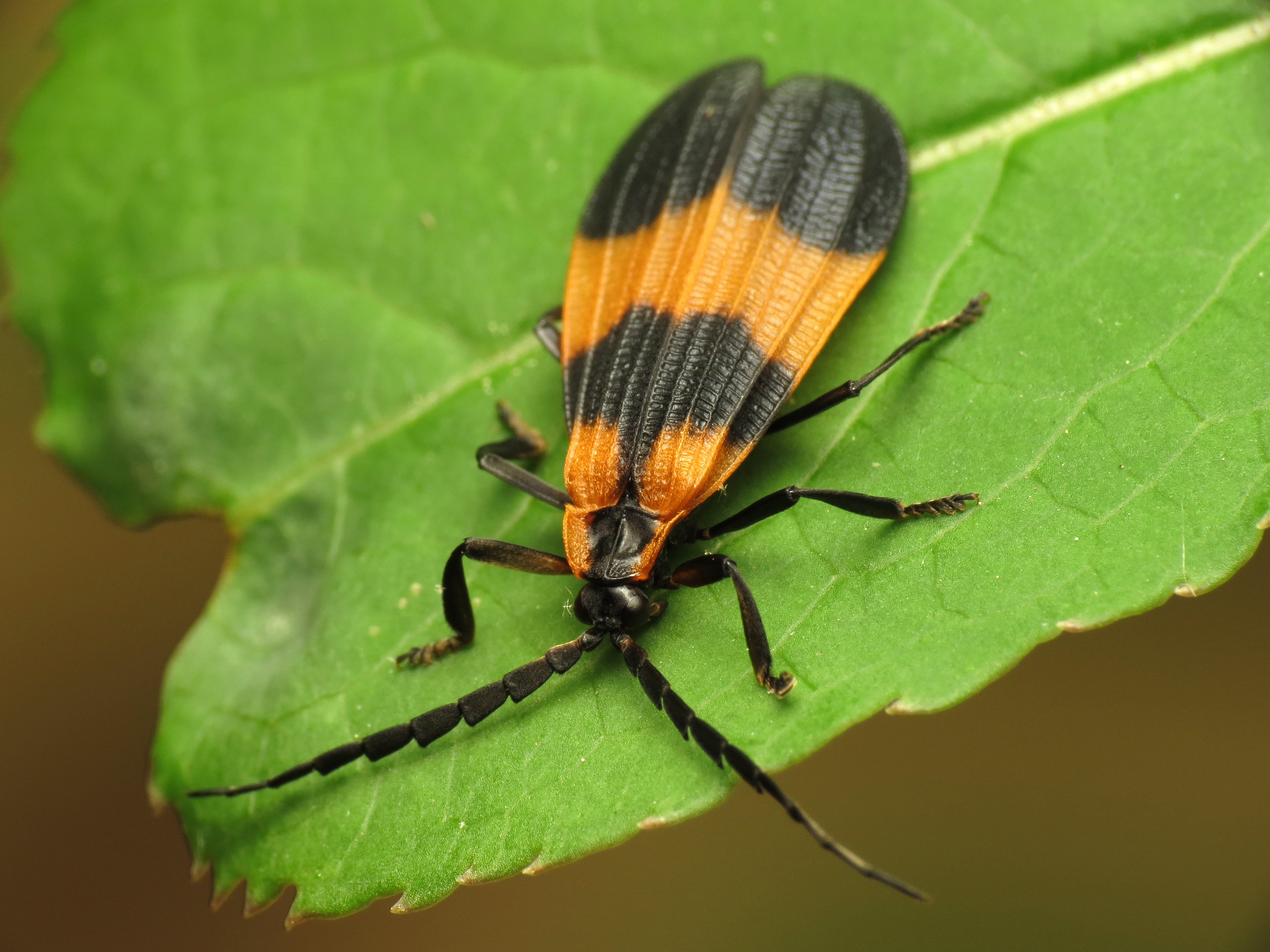
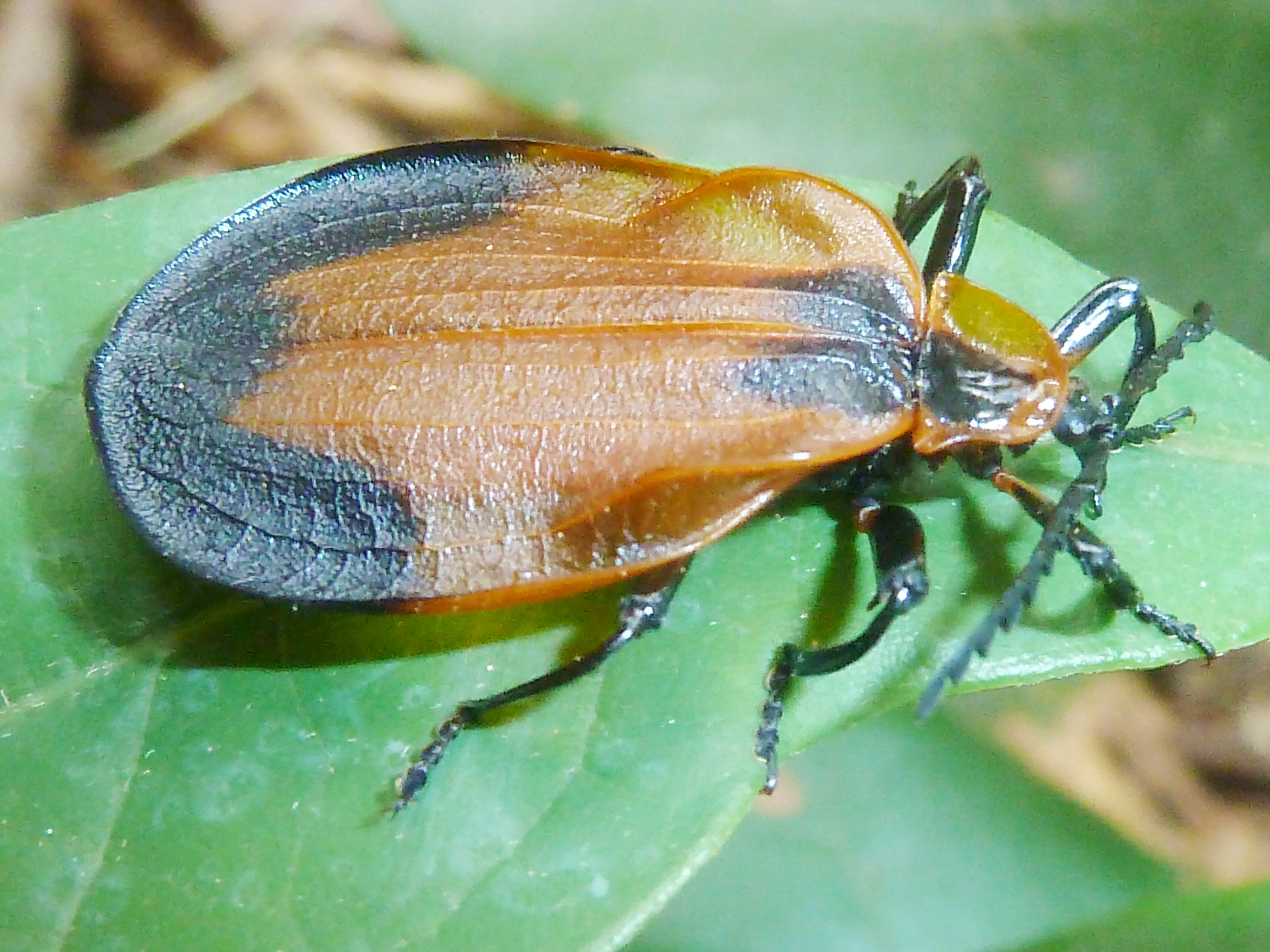